# Сынок (приток Сарбояна)
Сынок — река в Новосибирской области России. Устье реки находится в 17 км по левому берегу реки Сарбоян. Длина реки составляет 13 км. На реке устроены 5 плотин, образующих пруды.

## Данные водного реестра
По данным государственного водного реестра России относится к Верхнеобскому бассейновому округу, водохозяйственный участок реки — Обь от Новосибирского гидроузла до впадения реки Чулым, без рек Иня и Томь, речной подбассейн реки — бассейны притоков (Верхней) Оби до впадения Томи. Речной бассейн реки — (Верхняя) Обь до впадения Иртыша.